# シュガーローフの戦い

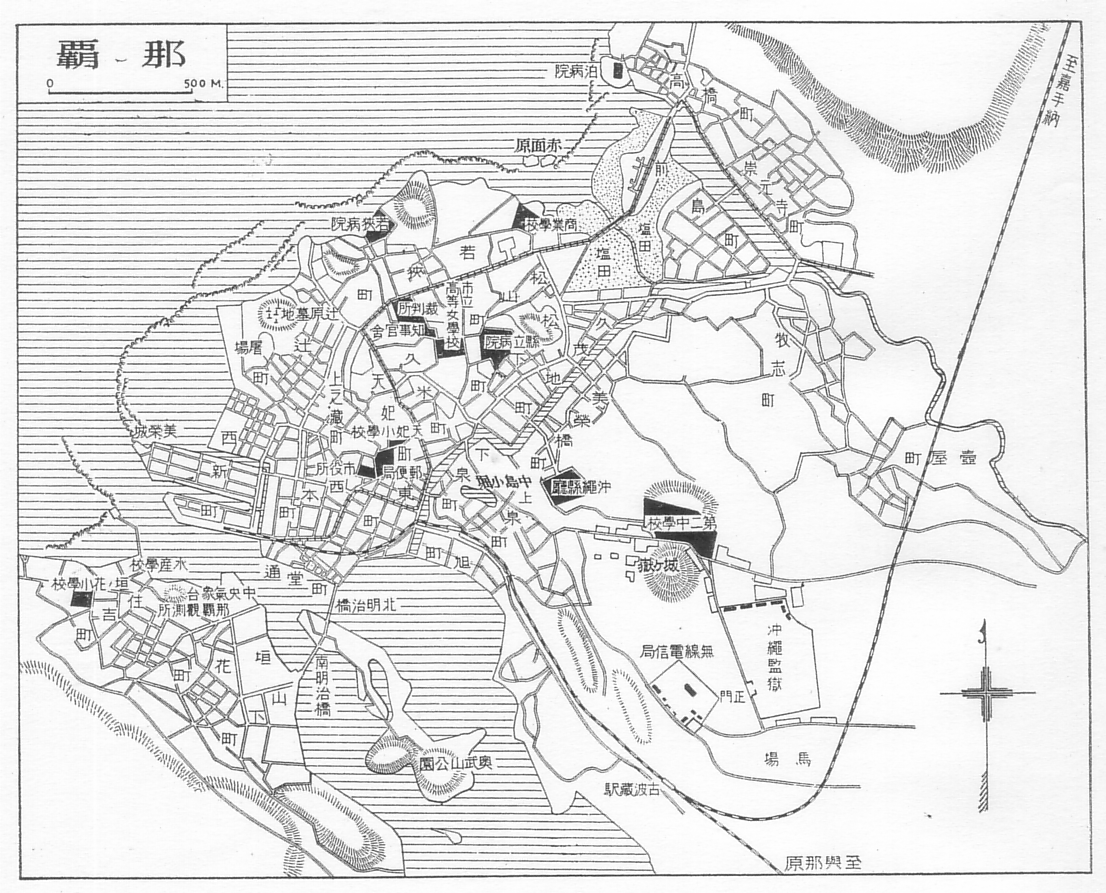
1930年頃の那覇市地図。

シュガーローフの戦い（シュガーローフのたたかい）とは1945年（昭和20年）5月12日から18日にかけて行われた沖縄戦における戦いのひとつ。

## 概要
日本陸軍の首里防衛線の西端に位置しており、守備隊の独立混成第44旅団配下の部隊、独立混成第15連隊が、進撃してきたアメリカ第6海兵師団と激戦を繰り広げた。
独立混成第15連隊は1944年（昭和19年）6月24日 - 千葉県佐倉にて近衛歩兵第10連隊を中心に関東一円の部隊を集成して新設された。
日本軍はアメリカ軍が呼んだ、シュガーローフ（Sugarloaf）、ハーフムーン（Half Moon）の2つの丘と、それらの南側（アメリカ軍側から見ると2つの丘の背後）の馬蹄形斜面であるホースシュー（Horseshoe）を巧みに連携させた防御陣地を構築し、アメリカ海兵隊を1週間にわたり撃退しつづけた。シュガーローフの丘は戦闘が行われた1週間で11回も持ち主を変え、ハーフムーンに至ってはアメリカ軍に主導権がわたることは一度もなかった。この戦いで海兵隊側は、2,662名の戦死傷者と、1,289名の戦闘疲労患者を出したとされる。日本側の損害については、この戦闘に限った統計がないため明らかではない。
反斜面陣地と呼ばれる構築手法を多用した。 これは、アメリカ軍側に相対する斜面には兵士を極力配置せず、反対側の斜面に主陣地を構築し、アメリカ兵が頂上部に到達するのを待って攻撃する作戦だった。
シュガーローフとは、アメリカ海兵隊の目標区域7672G（7672ジョージ、または高地2）に対して、1945年（昭和20年）4月14日にウッドハウス中佐が名付けた呼称で、日本側は同じ丘を安里五二高地と呼称していた。戦前、地元ではこの丘から慶良間諸島が眺望できることから、慶良間チージ（キラマチージ）と呼んでいた。
なおシュガーローフは、元々、アメリカ南部地方の菓子パンのことであり、ウッドハウス中佐はガダルカナル島における訓練で使用した丘にも、同じ名を付けている。

## 背景
米第10軍のバックナー司令官は、進撃のスピードが遅いとの各所からの批判に晒されていた。このため、沖縄北部戦線を予定よりも早く完了した第3水陸両用軍団の第1海兵師団と第6海兵師団を南部戦線に投入し西側から防衛線を突破する計画を立てた。
一方で日本軍は、既に消耗していた第62師団の後方で首里防衛線の最西翼の安里地区に、知念半島で第2の米軍の上陸作戦に備えていた独立混成第44旅団を北上させて配置した。日本軍は、この場所を突破されると那覇市街を米軍に掌握され、さらに首里司令部の裏側に回りこまれて、包囲される恐れが出てきたため、予備兵力と残った砲兵力を惜しげもなくつぎ込む体制を整えていた。

## 両軍戦力

### アメリカ軍
- 第6海兵師団

### 日本軍
- 独立混成第44旅団
- 独立混成第15連隊
- 独立第1大隊
- 独立速射砲第7大隊
- 独立高射砲第78大隊
- 風部隊
- 海軍山口大隊
- 海軍丸山大隊
- 海軍伊藤大隊

## 地形

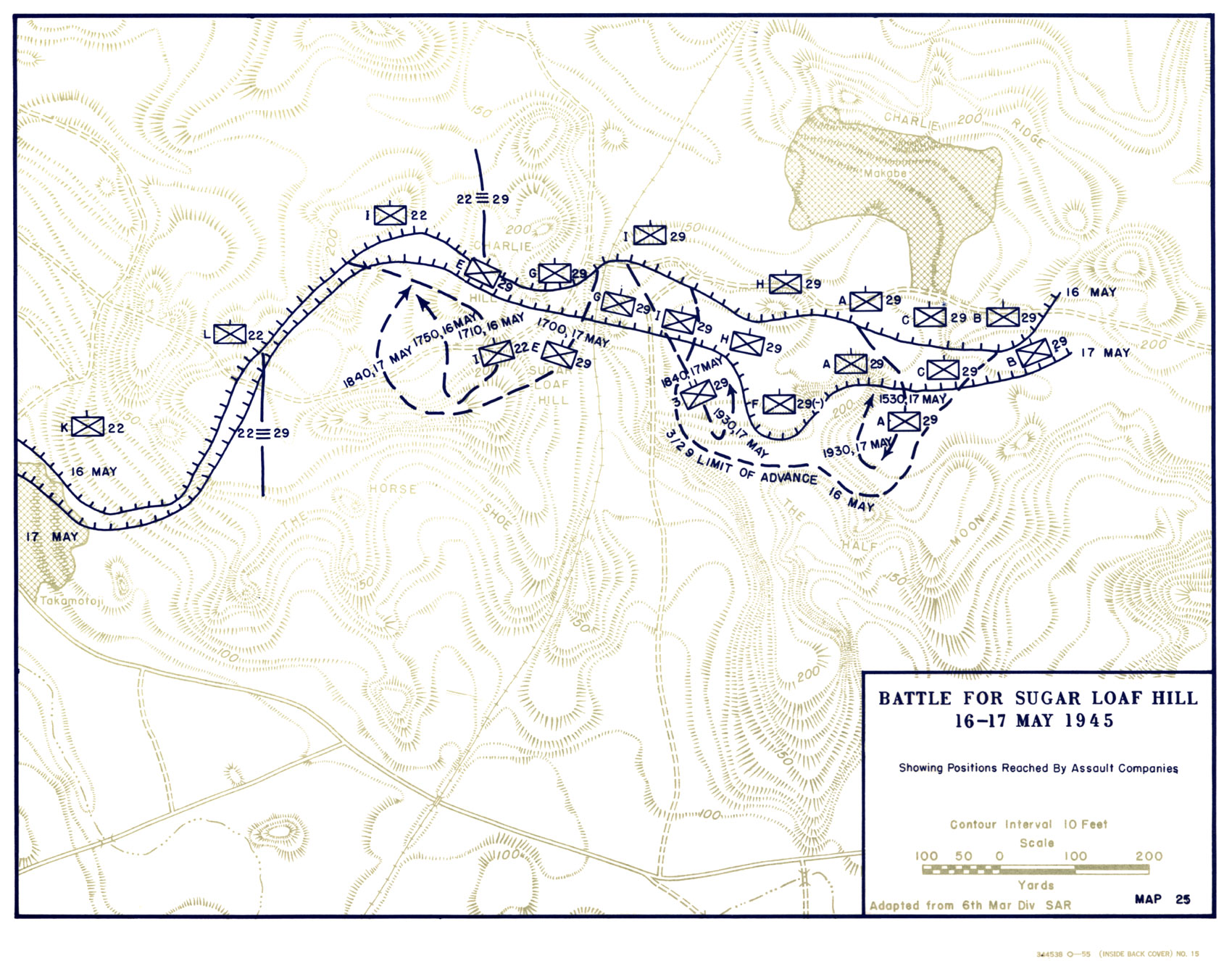
5月16日～17日にかけての米軍の進撃図。地図中央左側には「シュガーローフ・ヒル」、そのすぐ下に「ザ・ホースシュー」、少し離れて地図右側に「ザ・ハーフムーン」がある

戦場の地形は、防御側に極めて有利であった。シュガーローフの南側には馬蹄形をしたホースシューと呼ばれる斜面があり、日本軍の迫撃砲陣地があった。窪地であるため、米軍は直接攻撃を加えられなかった。シュガーローフの東側には米軍がハーフムーンと呼んだ丘があった。ここは地元では大道森（ダイドウムイ）と呼ばれ、古い沖縄式墓がいくつもあって日本軍はそれら墓の中に壕を掘り、いくつもの壕と連結させていた。
これら複数の丘からなる防御陣地は、互いに互いを補完する形で高度に要塞化され、地下に掘られたトンネルで繋がっていた。
それに加えて、一帯は首里高地の日本軍砲兵隊から見通しが利いたため、常に激しい砲撃に晒された。攻撃側のアメリカ軍は、遮蔽物のない中を突撃しこれらの丘に攻撃を加えるしか方法はなく、被害が増大していった。

## 戦闘経緯
5月12日

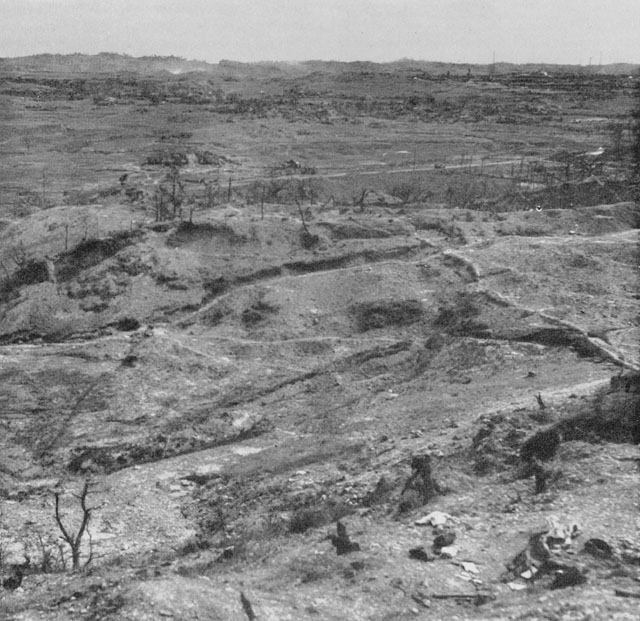
シュガーローフより望むホースシューと那覇市街

安謝川の渡河後、第22海兵連隊G中隊が安里川を目指して進撃中に、小さな丘に直面、これを占領するため、戦車1個小隊の支援の下攻撃を開始した。この時点でこの丘は戦略上重要視されておらず、単に進撃途中の1拠点であった。
しかし、丘に向かったG中隊は、日本軍の十字砲火を浴び、戦車隊も激しい対戦車攻撃で前進を阻まれ、煙幕の中を撤退せざるを得ない状況に陥った。日没までに半数以上の兵士が死傷したため、G中隊は事実上壊滅した。
5月13日
この日、E中隊とF中隊の2個中隊をもって、丘を攻撃したものの、前日のG中隊と全く同じ状況に陥った。丘にたどり着いた両中隊は、激しい日本軍の十字砲火を浴びて、後退を余儀なくされた。
5月14日
この日、シュガーローフの攻撃を担当していた第22海兵連隊第2大隊は、前日までに消耗していた配下のE中隊、F中隊、G中隊の全兵力を使ってシュガーローフの攻撃を敢行した。日没までにF中隊は丘に張り付いたが、激しい日本軍の攻撃の中、大隊本部と連絡が取れなくなってしまった。大隊幕僚のコートニー少佐は日没後、大隊の残存兵力を結集し丘の救援に向かったが、激しい日本軍の迫撃砲攻撃で兵力は見る間に減少していった。
大隊本部は、深夜になって炊事兵や通信兵、憲兵を掻き集め、丘に送り込んだものの夜半には丘を維持できなくなり、さらに午前3時頃には新たな増援としてK中隊を送り込んだ。しかし日本軍は攻撃の手を緩めず、頂上部では稜線を挟んで、激しい手榴弾の投擲合戦が続いた。（後にこの峰はハンドグレネードリッジと呼ばれた）。
コートニー少佐はこの晩の戦闘で戦死し、後に名誉勲章が授与された。
5月15日
夜明けと共に、第29海兵連隊のD中隊が、シュガーローフの救援に向かい、丘を維持していた部隊と交代した。しかし視界が利くようになった日本軍は、周囲の丘からシュガーローフに十字砲火を浴びせて、海兵隊をシュガーローフの周辺部からも一掃してしまった。
第29海兵連隊D中隊には、カレッジフットボールのスター選手、通称アイリッシュこと、ジョージ・マーフィー中尉がいたが、この日の戦闘で戦死した。さらに、この朝、大隊本部を日本軍の迫撃砲弾が直撃し、大隊長や、通信兵、戦車中隊長が戦死し、配下の中隊長も負傷してしまった。
5月16日
ようやく米軍は、2つの丘からなる日本軍の防御網の全体像を把握し始めており、シュガーローフ、ハーフムーンを同時に攻撃しなければ、残った丘から十字砲火を浴びて、撃退されてしまうことに気が付き始めていた。
このため、この日は、1個連隊もの兵力を動員しての総攻撃を実施した。しかし、首里高地からの砲撃も含めた、激しい日本軍の攻撃の前に、支援の戦車隊は次々と撃破され、またしても歩兵部隊は十字砲火を浴びて、撃退されてしまった。さらに撤退途中の部隊にも容赦なく銃弾が浴びせられ、死傷者は増大していった。結局、この日も丘を掌握できずに、第6海兵師団にとって、最悪の1日となった。
5月17日
この日は、第22海兵連隊及び、第29海兵連隊の部隊により、再び連隊規模の攻撃を実施した。しかし、海兵隊はまたしても日本軍の激しい攻撃により、シュガーローフを制圧できなかったが、日没までにハーフムーンの一部を掌握し、翌日の攻撃路を確保できた。日本軍も、絶え間ない艦砲射撃や空爆、あるいは夜間の斬り込み攻撃により、かなり消耗しており、陸軍の正規兵の姿は少なくなり、海軍の支援部隊や、沖縄の義勇兵が辛うじて戦線を維持している状況になってきた。
5月18日
第29海兵連隊は、前日の攻撃でハーフムーン北側の進入路を確保しており、有利な位置から攻撃を開始した。既に日本軍の対戦車網も消耗していたため、この日、はじめてシュガーローフの南側まで戦車隊を前進させることに成功し、一気にシュガーローフを占拠、反対側の斜面を戦車隊が掃討し、遂に、シュガーローフが米軍側に手におちた。その後、第6海兵師団最後の予備部隊、第4海兵連隊が投入され、一帯を掌握した。

## 現在

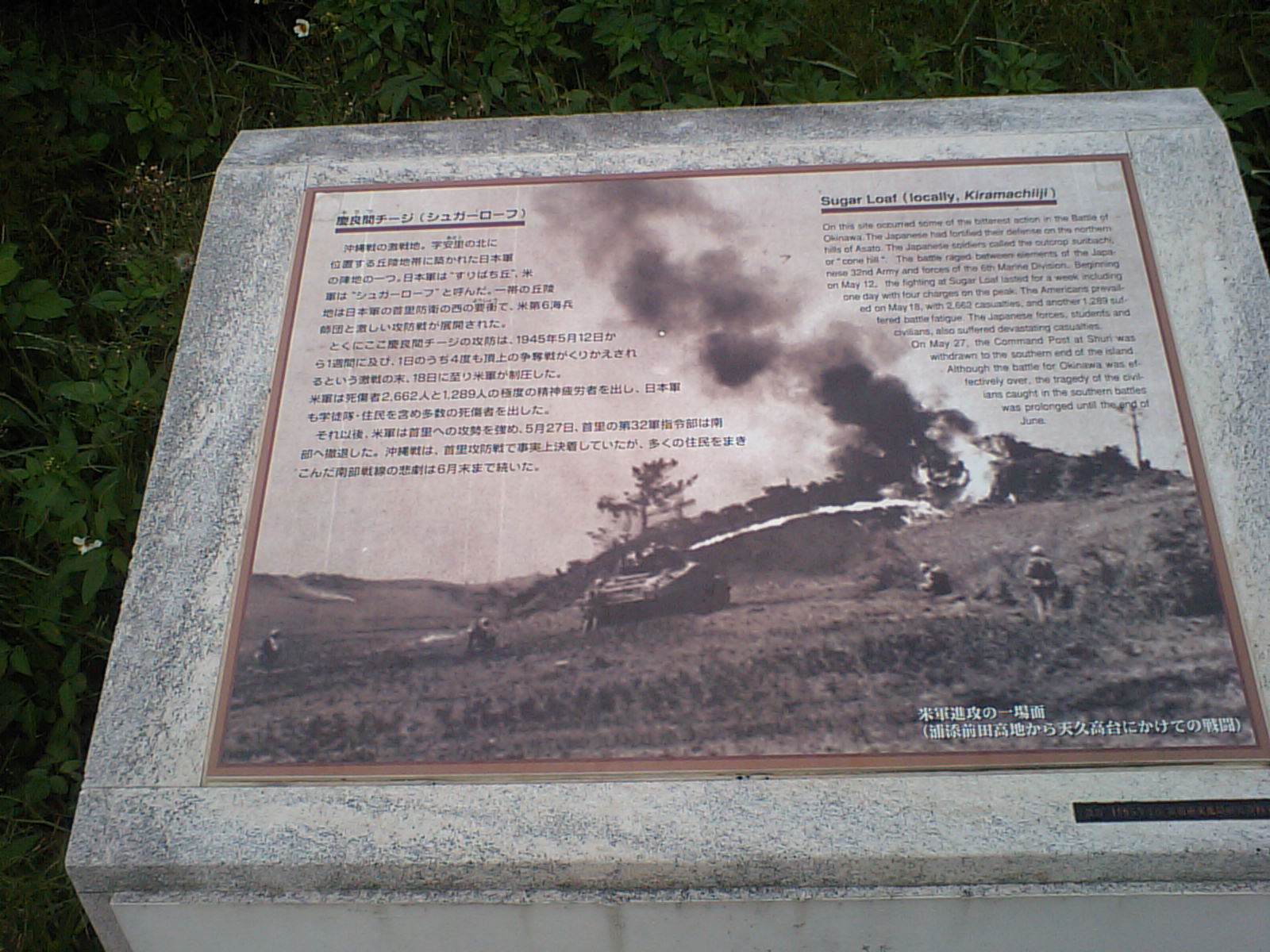
碑文

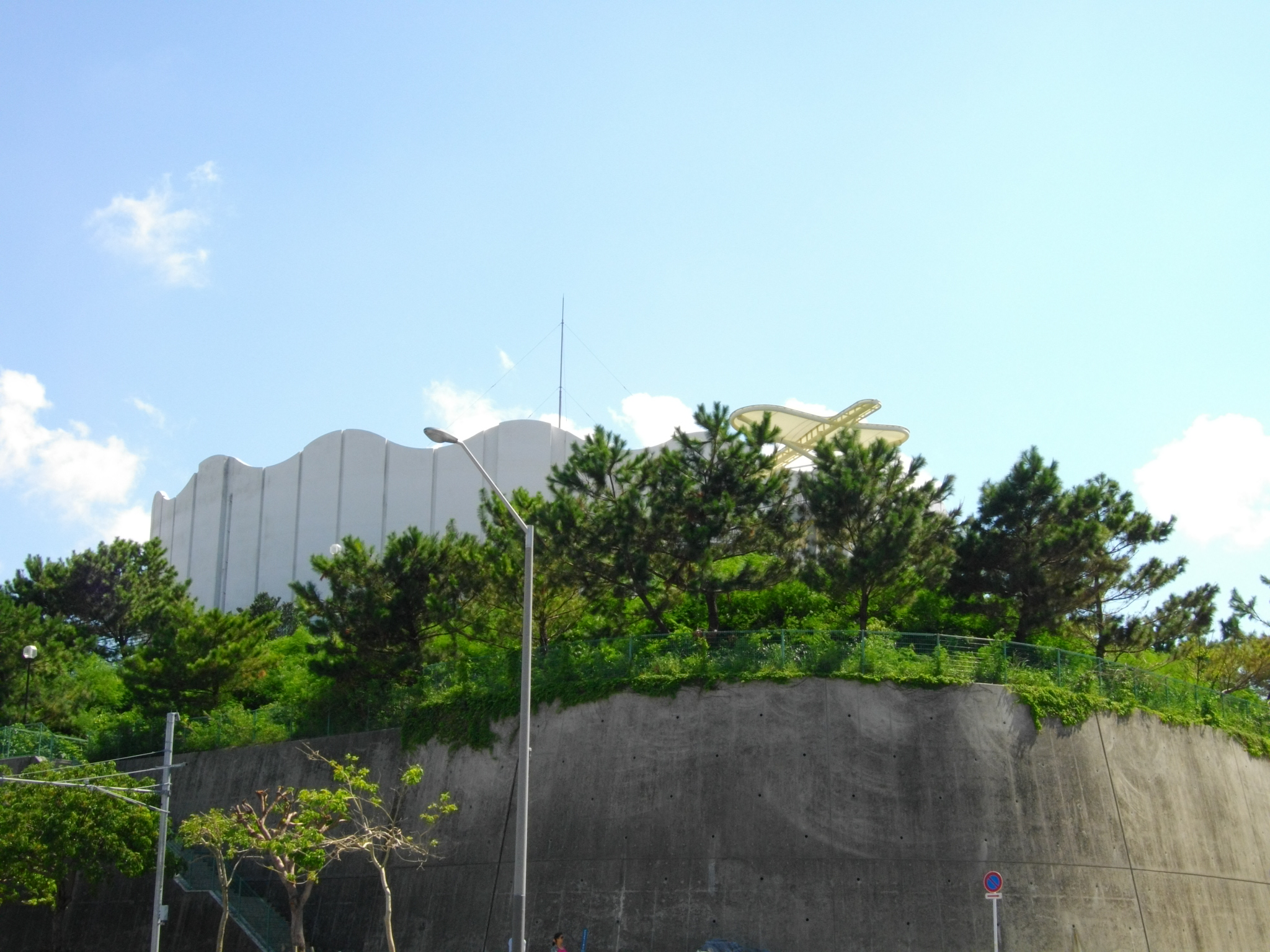
北方からみたシュガーローフ(2011年9月)

シュガーローフは現在、沖縄都市モノレールのおもろまち駅西側にある、安里配水池公園（あさとはいすいちこうえん　〒902-0067 沖縄県那覇市おもろまち1丁目6番地、北緯26度13分20.5秒 東経127度41分46.1秒 / 北緯26.222361度 東経127.696139度）となっており、碑文が設置されている。
周りの高地の大半は開発のために消されたが、シュガーローフ高地の一部が残され、高地に安里八幡宮、法華経寺、カトリック安里教会など複数の宗教施設があった。

## シュガーローフの戦いを描いた作品

### 漫画
- 新里堅進 『シュガーローフの戦い―日米少年兵達の戦場（上、中、下）』　琉球新報社、2015年。ISBN 978-4897421872 978-4897421896 978-4897421902